# Район Ідзумі (Сендай)
38°16′06″ пн. ш. 140°52′10″ сх. д. / 38.26833° пн. ш. 140.86944° сх. д.
Райо́н Ідзу́мі (яп. 泉区, いずみく, МФА: [id͡zumʲi ku̥], «Джерельний район») — район міста Сендай префектури Міяґі в Японії. Станом на 1 жовтня 2008 площа району становила 146,58 км². Станом на 1 січня 2009 населення району становило 210 313 осіб.